# H2BFM
H2BFM (англ. H2B histone family member M) – білок, який кодується однойменним геном, розташованим у людей на X-хромосомі. Довжина поліпептидного ланцюга білка становить 154 амінокислот, а молекулярна маса — 17 001.
| 10         |  | 20         |  | 30         |  | 40         |  | 50         |
| ---------- |  | ---------- |  | ---------- |  | ---------- |  | ---------- |
| MAAASAMAEA |  | SSETTSEEGQ |  | SIQEPKEANS |  | TKAQKQKRRG |  | CRGSRRRHAN |
| RRGDSFGDSF |  | TPYFPRVLKQ |  | VHQGLSLSQE |  | AVSVMDSMIH |  | DILDRIATEA |
| GQLAHYTKRV |  | TITSRDIQMA |  | VRLLLPGKMG |  | KLAEAQGTNA |  | ALRTSLCAIW |
| QQRK       |  |            |  |            |  |            |  |            |

A: Аланін

C: Цистеїн

D: Аспарагінова кислота

E: Глутамінова кислота

F: Фенілаланін

G: Гліцин

H: Гістидин

I: Ізолейцин

K: Лізин

L: Лейцин

M: Метіонін

N: Аспарагін

P: Пролін

Q: Глутамін

R: Аргінін

S: Серин

T: Треонін

V: Валін

W: Триптофан

Білок має сайт для зв'язування з ДНК. 
Локалізований у ядрі, хромосомах.